# 奥洛拉伊
奥洛拉伊（義大利語：Ollolai），是意大利撒丁大区努奥罗省的一个市镇。总面积27.34平方公里，人口1403人，人口密度51.3人/平方公里（2009年）。ISTAT代码为091056。